# Emil Dumitriu II
Emil Dumitriu (n. 5 noiembrie 1942, București, România) cunoscut în mod obișnuit ca Nichi Dumitru sau Dumitriu al II-lea, este un fost fotbalist român care a jucat ca atacant și a avut șapte apariții la naționala României.

## Biografie
Dumitriu este cel mai mare bătrân frate al lui Dumitru Dumitriu (Dumitriu al III-lea), care a evoluat și pe plan internațional pentru România și a jucat la Rapid București înainte de a deveni antrenor, și al lui Constantin Dumitriu (Dumitriu IV) care a câștigat campionatul României cu Steaua București. Din 1978 s-a căsătorit cu o grecoică și s-a mutat în Grecia în capitala Atena. La 25 de ani, când a luat campionatul, în 1967, a fost depistat cu probleme pulmonare. A stat 3 săptămâni în spital, un an jumătate pe tușă și s-a îngrășat 10 kg și nu si-a mai revenit la forma dinainte. 

## Caracteristici technice

### jucator
Recunoscut după șosetele coborâte, Nichi Dumitru era cunoscut pentru precizia sa maximă și geniul „lanzărilor lungi”, aparent facilitate de viziunea jocului pe care alerga lui tipică cu capul sus o permitea. el în mod natural, pentru abilitățile sale excelente de jonglerie. Capabil să țină mingea între picioare și să-și înnebunească adversarii în spații foarte înguste, era foarte priceput în lovituri libere, specialist în tragerea cu frunze moarte,gest tehnic des folosit, anterior (dar lovirea mingii altfel și obținerea unei alte traiectorii), lovirea cu piciorul stâng - a folosit foarte puțin dreptul - a dat mingii traiectorii schimbătoare care nu de puține ori, deși acum într-o oarecare măsură prevăzute în imprevizibilitatea lor, au surprins totuși pe portari. 
Era înzestrat cu calități tehnice, fler și imaginație, dar era fluctuant în performanță. Relația cu soții. Nichi Dumitru a făcut ca mingea să călătorească mai degrabă decât să mănânce kilometri, folosind o „stângă care a servit ca perie sau ca tac de biliard, pentru a picta cele mai ucigașe frunze moarte sau pentru a pune un însoțitor în fața ușii cu un brici chirurgical”. El încă a știut să iasă în evidență ca un fotbalist serios și combativ.
Poziție tactică deloc ușoară, el purta numărul 9, la vremea rezervat de obicei pentru interioarele stângi: totuși, poziția sa pe teren era cea a unui creator de joc care se lărgea adesea pe partea dreaptă, pentru a converge apoi și a termina la plasa cu piciorul favorit.

## Cariera

### Club

#### Începutul
A debutat la Jiul Petrosani în anul 1961 unde a jucat doar 8 meciuri și a marcat 2 goluri, după în 1962 a fost luat la Viitorul București care era un club format din naționala de tineret a României, care a câștigat anterior turneul UEFA de tineret din propria țară, așadar i s-a dat încredere și a jucat 12 meciuri marchând 7 goluri, intrând în vizorul granzilor din România.

#### Rapid București

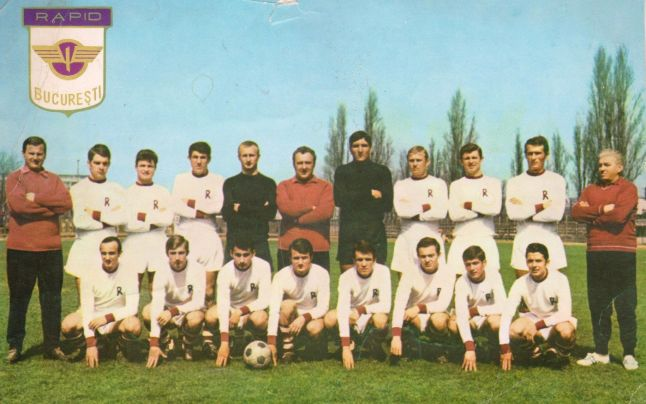
Echipa ceea care a câștigat Campionatul in 1967

În 1963, Gheorghe Popescu a desființat Viitorul, care era echipa de tineret a României, iar acesta a fost cumpărat de Rapid, unde antrenor era Căliță Roșculeț. Rapid l-a cumpărat împreuna cu Jamaischi și Ștefănescu. Primele partide a avut ocazia să evolueze alături de giganți precum Ozon și Macri. Doi monștri sacri pe care i-a admirat foarte mult. Mai ales pe primul care îl considera unul din cei mai buni jucători români și un adevărat idol pentru el, dar a reușit să joace cu Ozon doar câteva meciuri deoarece acesta s-a retras în acel an. În sezonul 1966-67 a făcut un cuplu cu Ion Ionescu care a distrus echipele din Divizia A. 
Acesta a creat sintacma cunoscută în giulesti: „Decât un gol urât, mai bine o bara frumoasa”
Dumitriu a jucat din 1963 pâna în 1967 pentru Rapid. În aceasta perioada a câstigat doua Cupe Balcanice (1964-1965, 1965-1966). 
În 1963, presa din Turcia, scria că îl dorește Beșiktaș
Se îmbolnăvise grav. A avut un turneu în Algeria, iar acolo nefiind apă caldă, s-a spălat cu apă rece, din cauza asta a făcut un infiltrat pulmonar pe care l-a descoperit după câteva luni. Avea în plămân o gaură. A trebuit să stea un an pe bară, doctorul i-a zis că trebuia inclusiv să se las de fotbal. Dar nu a făcut așa ceva, aveam numai 26 ani. Se ingrasase 10 kilograme și datorita boli sale a fost nevoit să plece din Giulesti dupa 5 ani petrecuti la Rapid București.

#### Steagu Rosu Brasov
Dupa un an a fost luat l-a de Valentin Stanescu la Steagu Rosu Brasov unde se vindecase de boala și unde a stat 2 ani jucand 27 de meciuri la echipe de sub Tampa. Dupa experienta din Brasov a plecat la rivala clubului giulestean, Dinamo București unde a jucat 22 de meciuri marchând 4 goluri.

#### Retragere
În 1976 sa retras dupa un sezon petrecut la clubul la care a facut junioratul, Progresul București unde dupa retragere in 1978 a antrenor la o grupă de juniori la Dinamo.

### Naționala
Dumitriu a debutat cu România pe 17 iunie 1964 într-un meci amical împotriva Iugoslaviei, care s-a încheiat cu o victorie cu 2-1. El a continuat să facă șase apariții, marcând trei goluri, înainte de a-și face ultima apariție pe 5 iunie 1968, într-un meci amical împotriva Olandei, care s-a terminat la egalitate 0-0. Acesta a facut parte din echipa care a participat la Olimpiada de vara din Tokio din 1964.

## Statistici

### Internațional
| Romania | Romania  | Romania |
| An      | Apariții | Goluri  |
| ------- | -------- | ------- |
| 1964    | 1        | 0       |
| 1965    | 1        | 0       |
| 1966    | 1        | 0       |
| 1967    | 3        | 3       |
| 1968    | 1        | 0       |
| Total   | 7        | 3       |

### Obiective internaționale
Scorurile și rezultatele indică primul număr de goluri al României. 
| Nu. | Data            | Locul de desfășurare                    | Adversar | Scor | Rezultat | Concurență                 |
| --- | --------------- | --------------------------------------- | -------- | ---- | -------- | -------------------------- |
| 1   | 23 aprilie 1967 | Stadionul 23 august, București, România | Cipru    | 3 –0 | 7–0      | Calificarea UEFA Euro 1968 |
| 2   | 23 aprilie 1967 | Stadionul 23 august, București, România | Cipru    | 5 –0 | 7–0      | Calificarea UEFA Euro 1968 |
| 3   | 23 aprilie 1967 | Stadionul 23 august, București, România | Cipru    | 6 –0 | 7–0      | Calificarea UEFA Euro 1968 |

## Palmares
Rapid București
- Divizia A: 1966–67

## Distincții
- Ordinul Muncii clasa a III-a (30 aprilie 1962) „pentru cucerirea primului loc în Turneul European de Fotbal Juniori (U.E.F.A.)”[1]
- Ordinul „Meritul Sportiv” clasa a III-a (2008)[2]